# Решоткіно
Решоткіно — село у складі міського поселення Клин Клинського району Московської області Російської Федерації.

## Розташування
Село Решоткіно входить до складу міського поселення Клин, воно розташовано на березі річки Сестра, на південь від міста Клин. Найближчі населені пункти Введенське, Конопліно, Голенищево, Селинське, Тетерино.

## Населення
Станом на 2010 рік у селі проживало 1238 людей